# Servette Football Club Genève
El Servette FC és un club de futbol suís de la ciutat de Ginebra.

## Història
Fundat el 1890, el Servette és el club més destacat de la Suïssa francòfona amb 17 campionats estatals i 7 copes. A més el club guanyà el Torneo Internazionale Stampa Sportiva, un dels torneigs internacionals més antics del món disputat el 1908.
Encapçalat per Umberto Barberis i Claude "Didi" Andrey, el 1978-1979 el club guanyà totes les competicions en què prengué part, amb excepció de la Recopa d'Europa de futbol on fou eliminat a quarts de final pel Fortuna Dusseldorf.
El 4 de febrer del 2005 el club entrà en fallida econòmica. Tenia un deute de més de 10 milions de francs suïssos. Això provocà la fugida de la majoria dels seus jugadors i el club fou relegat dues divisions.

## Estadis
L'actual estadi del Servette és el recentment construït Stade de Genève, inaugurat el 16 de març de 2003. El seu antic estadi era l'estadi des Charmilles, inaugurat el 1930.

## Palmarès
- 17 Lliga suïssa de futbol: 1907, 1918, 1922, 1925, 1926, 1930, 1933, 1934, 1940, 1946, 1950, 1961, 1962, 1979, 1985, 1994, 1999
- 7 Copa suïssa de futbol: 1928, 1949, 1971, 1978, 1979, 1984, 2001
- 3 Copa de la Lliga suïssa de futbol: 1977, 1979, 1980
- 4 Copa dels Alps de futbol: 1973, 1975, 1976, 1979

## Jugadors destacats

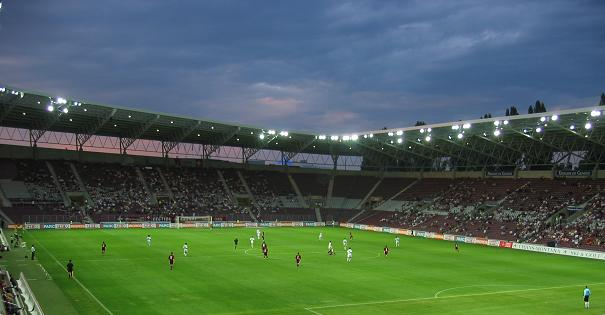
Stade de Genève

| - Karl-Heinz Rummenigge - Michel Renquin - Sonny Anderson - Christian Karembeu - Philippe Senderos - Alexander Frei - Håkan Mild | - Martin Petrov - Oliver Neuville - Julián Esteban - Jorge Valdivia - Jean Beausejour |  |

## Entrenadors destacats
- Béla Guttmann: 1966-67